# Aziatisch kampioenschap voetbal vrouwen 2014
Het Aziatisch kampioenschap voetbal vrouwen 2014 was de zeventiende editie van dit voetbaltoernooi. Het toernooi werd gehouden van 14 mei 2014 tot en met 25 mei 2014 in Vietnam.

## Gekwalificeerde landen
| Direct geplaatst                 | Via kwalificatie                  |
| -------------------------------- | --------------------------------- |
| Australië Japan China Zuid-Korea | Myanmar Thailand Vietnam Jordanië |

## Groepsfase
De loting vond plaats op 29 november 2013. De top 2 van elke groep plaatste zich voor de halve finales en de 2 nummers 3 speelden om een ticket voor het wereldkampioenschap voetbal vrouwen 2015 in Canada.

#### Groep A
| Team      | Pld | W | D | L | GF | GA | GD  | Pts |
| --------- | --- | - | - | - | -- | -- | --- | --- |
| Japan     | 3   | 2 | 1 | 0 | 13 | 2  | +11 | 7   |
| Australië | 3   | 2 | 1 | 0 | 7  | 3  | +4  | 7   |
| Vietnam   | 3   | 1 | 0 | 2 | 3  | 7  | -4  | 3   |
| Jordanië  | 3   | 0 | 0 | 3 | 2  | 13 | -11 | 0   |

|                         |                         |         |            |                                                                       |
| 14 mei 2014 17:15 UTC+7 | Vietnam                 | 3 – 1   | Jordanië   | Thống Nhất Stadium, Ho Chi Minhstad Scheidsrechter: Pannipar Kamnueng |
| 14 mei 2014 17:15 UTC+7 | Muôn 18' Hương 36', 84' | Verslag | Jbarah 34' | Thống Nhất Stadium, Ho Chi Minhstad Scheidsrechter: Pannipar Kamnueng |

|                         |                        |         |                                   |                                                               |
| 14 mei 2014 20:15 UTC+7 | Australië              | 2 – 2   | Japan                             | Thống Nhất Stadium, Ho Chi Minhstad Scheidsrechter: Qin Liang |
| 14 mei 2014 20:15 UTC+7 | Foord 21' De Vanna 64' | Verslag | Polkinghorne 71' (e.d.) Ōgimi 84' | Thống Nhất Stadium, Ho Chi Minhstad Scheidsrechter: Qin Liang |

|                         |              |         |                         |                                                                 |
| 16 mei 2014 17:15 UTC+7 | Jordanië     | 1 – 3   | Australië               | Thống Nhất Stadium, Ho Chi Minhstad Scheidsrechter: Ri Hyang-Ok |
| 16 mei 2014 17:15 UTC+7 | Al-Naber 70' | Verslag | Gill 35', 50' Gorry 66' | Thống Nhất Stadium, Ho Chi Minhstad Scheidsrechter: Ri Hyang-Ok |

|                         |                                       |         |         |                                                                         |
| 16 mei 2014 20:15 UTC+7 | Japan                                 | 4 – 0   | Vietnam | Thống Nhất Stadium, Ho Chi Minhstad Scheidsrechter: Abirami Apbai Naidu |
| 16 mei 2014 20:15 UTC+7 | Kawasumi 44', 87' Kiryu 65' Ōgimi 69' | Verslag |         | Thống Nhất Stadium, Ho Chi Minhstad Scheidsrechter: Abirami Apbai Naidu |

|                         |         |         |                             |                                                                       |
| 18 mei 2014 19:15 UTC+7 | Vietnam | 0 – 2   | Australië                   | Thống Nhất Stadium, Ho Chi Minhstad Scheidsrechter: Pannipar Kamnueng |
| 18 mei 2014 19:15 UTC+7 |         | Verslag | Thương 42' (e.d.) Gorry 90' | Thống Nhất Stadium, Ho Chi Minhstad Scheidsrechter: Pannipar Kamnueng |

|                         |                                                                            |         |          |                                                                 |
| 18 mei 2014 19:15 UTC+7 | Japan                                                                      | 7 – 0   | Jordanië | Gò Đậu Stadium, Thủ Dầu Một Scheidsrechter: Abirami Apbai Naidu |
| 18 mei 2014 19:15 UTC+7 | Kira 25', 90+3' Nakajima 45+1', 75' Sakaguchi 49', 81' Alhyasat 69' (e.d.) | Verslag |          | Gò Đậu Stadium, Thủ Dầu Một Scheidsrechter: Abirami Apbai Naidu |

#### Groep B
| Team       | Pld | W | D | L | GF | GA | GD  | Pts |
| ---------- | --- | - | - | - | -- | -- | --- | --- |
| Zuid-Korea | 3   | 2 | 1 | 0 | 16 | 0  | +16 | 7   |
| China      | 3   | 2 | 1 | 0 | 10 | 0  | +10 | 7   |
| Thailand   | 3   | 1 | 0 | 2 | 2  | 12 | -10 | 3   |
| Myanmar    | 3   | 0 | 0 | 3 | 1  | 17 | -16 | 0   |

|                         | |         |         |                                                                   |
| 15 mei 2014 17:15 UTC+7 | Zuid-Korea | 12 – 0  | Myanmar | Thống Nhất Stadium, Ho Chi Minhstad Scheidsrechter: Casey Reibelt |
| 15 mei 2014 17:15 UTC+7 | Ji So-yun 4' Park Eun-sun 17' (pen.), 43' Park Hee-young 33' Jeon Ga-eul 36', 40' (pen.), 63' Cho So-hyun 45+3', 61', 82' Kwon Hah-nul 58' Yeo Min-ji 76' | Verslag |         | Thống Nhất Stadium, Ho Chi Minhstad Scheidsrechter: Casey Reibelt |

|                         |                                                                     |         |          |                                                                     |
| 15 mei 2014 20:15 UTC+7 | China                                                               | 7 – 0   | Thailand | Thống Nhất Stadium, Ho Chi Minhstad Scheidsrechter: Rita Binti Gani |
| 15 mei 2014 20:15 UTC+7 | Li Dongna 6' Li Ying 8' Yang Li 16', 45+1', 64', 90+1' Xu Yanlu 75' | Verslag |          | Thống Nhất Stadium, Ho Chi Minhstad Scheidsrechter: Rita Binti Gani |

|                         |         |         |                                          |                                                                       |
| 17 mei 2014 17:15 UTC+7 | Myanmar | 0 – 3   | China                                    | Thống Nhất Stadium, Ho Chi Minhstad Scheidsrechter: Sachiko Yamagishi |
| 17 mei 2014 17:15 UTC+7 |         | Verslag | Ren Guixin 10' Ma Xiaoxu 60' Yang Li 87' | Thống Nhất Stadium, Ho Chi Minhstad Scheidsrechter: Sachiko Yamagishi |

|                         |          |         |                                          |                                                                   |
| 17 mei 2014 20:15 UTC+7 | Thailand | 0 – 4   | Zuid-Korea                               | Thống Nhất Stadium, Ho Chi Minhstad Scheidsrechter: Công Thị Dung |
| 17 mei 2014 20:15 UTC+7 |          | Verslag | Ji So-yun 11' Park Eun-sun 12', 47', 84' | Thống Nhất Stadium, Ho Chi Minhstad Scheidsrechter: Công Thị Dung |

|                         |            |       |       |                                                                   |
| 19 mei 2014 19:15 UTC+7 | Zuid-Korea | 0 – 0 | China | Thống Nhất Stadium, Ho Chi Minhstad Scheidsrechter: Casey Reibelt |
| 19 mei 2014 19:15 UTC+7 | Verslag    |       |       | Thống Nhất Stadium, Ho Chi Minhstad Scheidsrechter: Casey Reibelt |

|                         |                              |         |                |                                                             |
| 19 mei 2014 19:15 UTC+7 | Thailand                     | 2 – 1   | Myanmar        | Gò Đậu Stadium, Thủ Dầu Một Scheidsrechter: Rita Binti Gani |
| 19 mei 2014 19:15 UTC+7 | Sung-Ngoen 27' Duangnapa 59' | Verslag | Ye Ye Oo 45+1' | Gò Đậu Stadium, Thủ Dầu Một Scheidsrechter: Rita Binti Gani |

## Knock-outfase
|  | halve finale | halve finale |   |       | finale       | finale |
|  |              |              |   |       |              |        |
|  |              |              |   |       |              |        |
|  | Japan        | 2            |   |       |              |        |
|  | China        | 1            |   |       |              |        |
|  |              |              |   |       |              |        |
|  |              |              |   |       |              |        |
|  |              |              |   |       | Japan        | 1      |
|  |              | Australië    | 0 |       |              |        |
|  |              |              |   |       |              |        |
|  |              |              |   |       | Derde plaats |        |
|  |              |              |   |       |              |        |
|  | Zuid-Korea   | 1            |   | China | 2            |        |
|  | Australië    | 2            |   |       | Zuid-Korea   | 1      |

### Halve finales
|                         |                            |            |                      |                                                                       |
| 22 mei 2014 17:15 UTC+7 | Japan                      | 2 – 1 (nv) | China                | Thống Nhất Stadium, Ho Chi Minhstad Scheidsrechter: Pannipar Kamnueng |
| 22 mei 2014 17:15 UTC+7 | Sawa 51' Iwashimizu 120+5' | Verslag    | Li Dongna 80' (pen.) | Thống Nhất Stadium, Ho Chi Minhstad Scheidsrechter: Pannipar Kamnueng |

|                         |                         |         |                              |                                                                     |
| 22 mei 2014 20:45 UTC+7 | Zuid-Korea              | 1 – 2   | Australië                    | Thống Nhất Stadium, Ho Chi Minhstad Scheidsrechter: Rita Binti Gani |
| 22 mei 2014 20:45 UTC+7 | Park Eun-sun 53' (pen.) | Verslag | Gorry 47' Kellond-Knight 77' | Thống Nhất Stadium, Ho Chi Minhstad Scheidsrechter: Rita Binti Gani |

### Play-off om WK-ticket
|                         |          |         |                     |                                                                       |
| 21 mei 2014 17:15 UTC+7 | Vietnam  | 1 – 2   | Thailand            | Thống Nhất Stadium, Ho Chi Minhstad Scheidsrechter: Sachiko Yamagishi |
| 21 mei 2014 17:15 UTC+7 | Dung 86' | Verslag | Sung-Ngoen 48', 65' | Thống Nhất Stadium, Ho Chi Minhstad Scheidsrechter: Sachiko Yamagishi |

### Troostfinale
|                         |                                      |         |                 |                                                                       |
| 25 mei 2014 16:45 UTC+7 | China                                | 2 – 1   | Zuid-Korea      | Thống Nhất Stadium, Ho Chi Minhstad Scheidsrechter: Sachiko Yamagishi |
| 25 mei 2014 16:45 UTC+7 | Park Eun-sun 3' (e.d.) Yang Li 90+3' | Verslag | Yoo Young-a 80' | Thống Nhất Stadium, Ho Chi Minhstad Scheidsrechter: Sachiko Yamagishi |

### Finale
|                         |                |         |           |                                                               |
| 25 mei 2014 20:15 UTC+7 | Japan          | 1 – 0   | Australië | Thống Nhất Stadium, Ho Chi Minhstad Scheidsrechter: Qin Liang |
| 25 mei 2014 20:15 UTC+7 | Iwashimizu 28' | Verslag |           | Thống Nhất Stadium, Ho Chi Minhstad Scheidsrechter: Qin Liang |